# Maties Ferrer
Dom Maties Ferrer, O.Cart. (Canals, la Costera, 1551 - Cartoixa de Valldecrist, Altura, l'Alt Palància, 1629) va ser un religiós valencià que va exercir el càrrec de prior de la Cartoixa de Valldecrist, entre d'altres.
Va nàixer a Canals l'any 1551, fill de Jaume Ferrer i Anna Palop. Després d'estudiar Humanitats, va passar a estudiar Arts i Teologia a València. El 7 de setembre de 1573, amb 22 anys, va ingressar en la Cartoixa de Valldecrist, on va professar solemnement l'any següent, el 8 de setembre. En 1591 va viatjar a Portugal, rebent l'encàrrec de l'arquebisbe d'Évora, Teotónio de Bragança, de participar en la fundació de la Cartoixa de Scala Coeli de dita ciutat. Després de col·laborar en la fundació d'una altra cartoixa en Lisboa, va tornar a Valldecrist en 1609, i poc després d'arribar-hi va ser elegit prior, càrrec que va exercir fins a l'any 1614. En 1615 va ser elegit vicari d'Aracristi i es va mantindre al càrrec fins al 1618. Després de ser elegit novament vicari de Valldecrist tres voltes més (1620, 1623 i 1629), va morir en aquest monesitr el 16 de novembre de 1629, havent sigut visitat durant la seua malaltia per l'arquebisbe de Sogorb. Fou soterrat al claustre de la cartoixa, junt amb Dom Bonifaci Ferrer i Dom Juan Bellot. Actualment, un carrer a Canals porta el seu nom.